# Typhonium gagnepainii
Typhonium gagnepainii är en kallaväxtart som beskrevs av Jin Murata och Sookchaloem. Typhonium gagnepainii ingår i släktet Typhonium och familjen kallaväxter. Inga underarter finns listade.